# Mercimekkale, Muş
Mercimekkale là một xã thuộc thành phố Muş, tỉnh Muş, Thổ Nhĩ Kỳ. Dân số thời điểm năm 2011 là 635 người.